# Landelijk instituut sociale verzekeringen
Het Landelijk instituut sociale verzekeringen (LISV) was een Nederlands orgaan dat verantwoordelijk was als opdrachtgeven van onder andere de WAO-, WW- en ZW-uitkeringen. Het LISV was, samen met onder meer het GAK, een van de voorlopers van het hedendaagse UWV en bestond van 1975 tot 2002.

## Geschiedenis
Het LISV werd in 1975 opgericht om toezicht te houden op de organisaties die uitkeringen verwerkten, zoals het GAK. Het LISV was op zijn beurt weer min of meer een opvolger van de voormalige bedrijfsverenigingen en de Sociale Verzekeringsraad.
In 2001 kwam het LISV onder druk te staan, toen bekend werd dat zieken te makkelijk een WAO-uitkering toegewezen kregen. Hierbij ging het vooral om flexwerkers en uitzendkrachten. Het was niet de eerste keer dat de organisatie negatief in het nieuws kwam, want in 1998 werd door Stichting GAOS een kort geding tegen het LISV begonnen, dit vanwege het verstrekken van te lage uitkeringen aan enkele duizenden arbeidsongeschiken. Ook bleek er sprake te zijn van een WAO-kloof.
In 2002 ging het LISV op in het UWV. Dit zou eigenlijk al in de jaren 90 gebeuren, aan de hand van de toen nieuwe sociale organisatiewet, maar in 1996 werd bekendgemaakt dat de wet werd uitgesteld. Een van de redenen voor de fusie was volgens het kabinet dat er te weinig concurrentie tussen de uitvoerende instanties was, hetgeen een bedreiging voor de sociale zekerheid vormde.
Het LISV gaf een eigen tijdschrift uit genaamd LISV Magazine.
- Gemeinsame Normdatei: 10062022-X
- International Standard Name Identifier: 0000 0001 0679 986X
- Library of Congress Control Number: no00005704
- Virtual International Authority File: 122950022